# De blues verlaat je nooit
De blues verlaat je nooit is een single van de Nederlandse band De Dijk. Het is de derde single afkomstig van hun album Scherp de zeis. De single werd op 13 april 2012 vrijgegeven via iTunes, maar het haalde de Nederlandse hitparades niet. De song is een variant op de slogan van Warchild, Je krijgt een kind wel uit de oorlog, maar krijg je de oorlog ook uit een kind (je kan de blues wel willen verlaten, maar de blues verlaat jou niet.) Het nummer bevat een nostalgische solo voor het orgel, dat eerder in de jaren ’70 thuis hoort dan in de 21e eeuw.

## NPO Radio 2 Top 2000
Ondanks dat het de hitparades niet haalde, kwam het relatief hoog binnen in de Top 2000 van 2012.

| Nummer met noteringen in de NPO Radio 2 Top 2000 | '12 | '13 | '14 | '15  | '16  | '17  |
| ------------------------------------------------ | --- | --- | --- | ---- | ---- | ---- |
| De blues verlaat je nooit                        | 448 | 618 | 735 | 1107 | 1455 | 1925 |

1. ↑  Een vetgedrukt getal geeft de hoogste notering aan.
2. ↑  2012 was het eerste jaar met een notering voor dit nummer.
3. ↑  Deze tabel is bijgewerkt tot en met de laatste editie (2024).